# Lycée Joffre
Pour les articles homonymes, voir Joffre (homonymie).
Le lycée Joffre (du nom du maréchal Joseph Joffre) est un établissement d'enseignement secondaire et supérieur situé à Montpellier, département de l'Hérault. Une ancienne place forte, la citadelle de Montpellier,  abrite cet établissement, comprenant un collège, un lycée général et technologique et des classes préparatoires aux grandes écoles. De nos jours, il compte près de 4 000 élèves de la classe de sixième aux classes préparatoires.

## Histoire
Les origines du Grand Lycée de Montpellier peuvent être retracées jusqu'au XIIIe siècle, à travers son Collège royal. Il est lui-même l'héritier direct et le continuateur de la faculté des arts de l'université de Montpellier, fondée le 26 octobre 1289 par la bulle papale « Quia Sapientia » du pape Nicolas IV. C'est donc l'un des plus anciens lycées de France avec l'actuel Lycée Henri-IV de Béziers.
Le Grand Lycée impérial de Montpellier, futur Lycée Joffre, fut inauguré le 7 mars 1804 et connut sa première rentrée le 3 novembre de cette même année. Il prenait ainsi la suite de l'ancien Collège Royal de Montpellier, fondé par les jésuites en 1629, et qui occupait les locaux de l'actuel musée Fabre. Plus tard, le Grand Lycée Impérial deviendra pendant un court laps de temps « Lycée de garçons de la ville de Montpellier ». En 1947, il est définitivement transféré dans la citadelle bâtie de 1624 à 1627 sous le règne de Louis XIII et il prendra, peu après, le nom de Lycée Joffre. Quant à la citadelle de Montpellier, elle est classée à l'inventaire des Monuments Historiques depuis le 14 avril 1951.
Le corps principal du bâtiment, bâti en pierre de taille avec couverture en ardoise, date des années 1880. À l'origine, il s'agissait de l'ancienne « caserne du Polygone » dont on peut remarquer le trophée d'armes et de drapeaux au sein du fronton central.

## Localisation

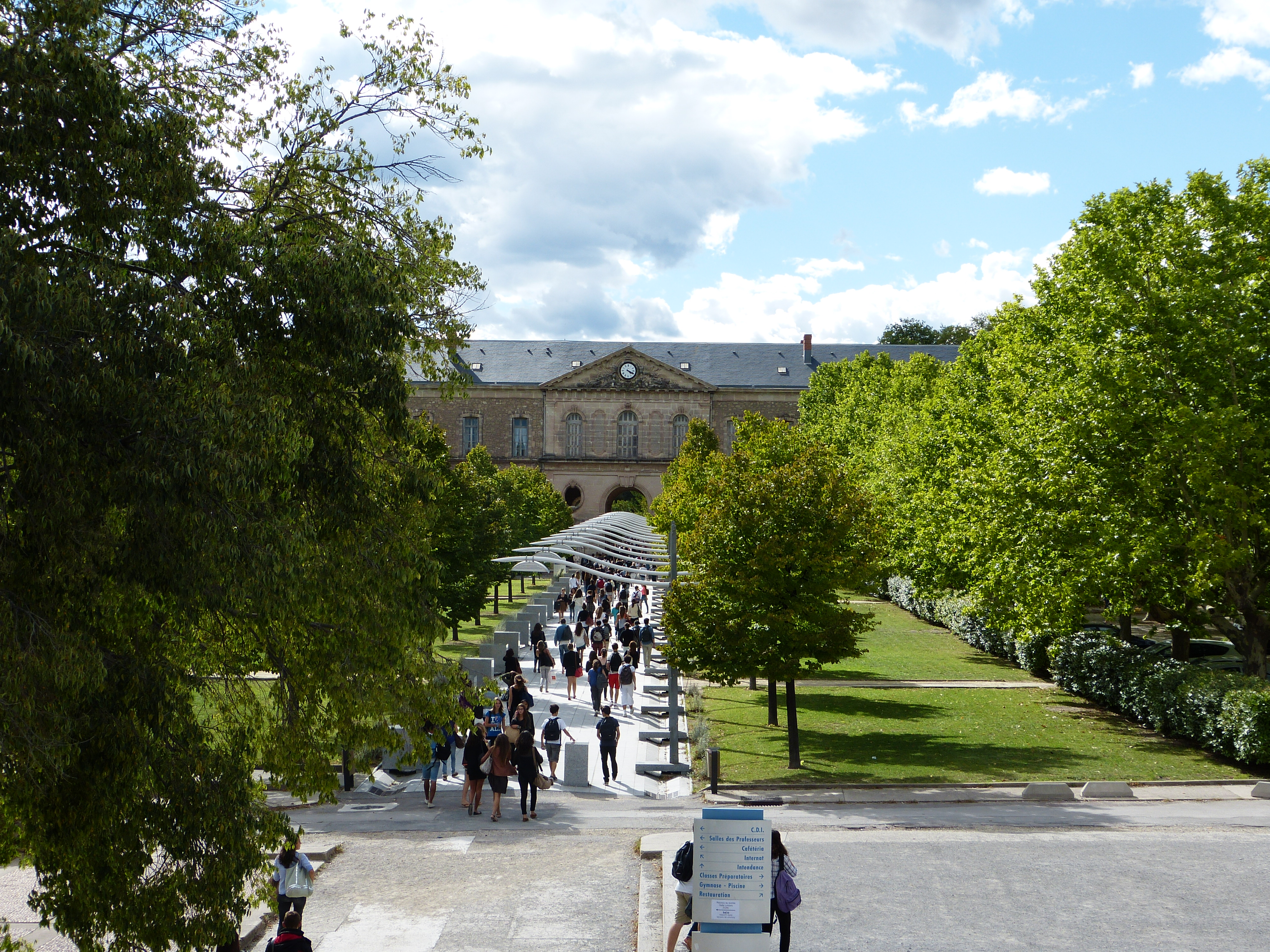
Bâtiment du casernement de la Citadelle de Montpellier, aujourd'hui lycée Joffre, avec l'allée des Droits de l'Homme.

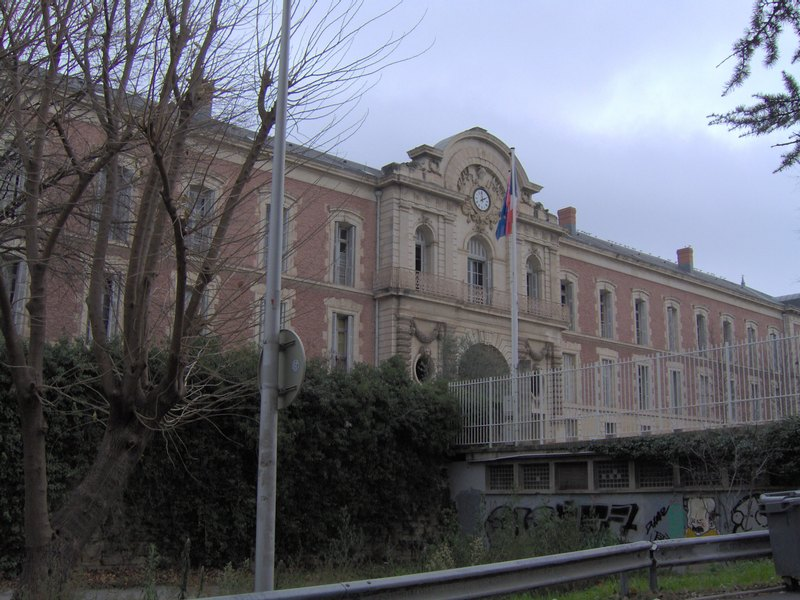
Entrée principale du Lycée Joffre.

Le lycée Joffre est situé en centre-ville, près de la place de la Comédie, sur l'Esplanade, à côté du centre des congrès du Corum. La gare et le centre commercial « le Polygone » se trouvent également à proximité, de même que les grandes librairies et la médiathèque. Le lycée Joffre est également desservi par les bus de ville et le tramway des lignes 1, 2 et 4.

## Enseignement

### L'enseignement secondaire
L'établissement comprend le plus grand collège de Montpellier (d'environ 1200 élèves) dont l'entrée se situe sur l'allée Henri II de Montmorency, à l'est de la Citadelle. Les bâtiments du lycée occupent l'espace central, à proximité du collège mais entièrement séparés. Quant à ceux des classes préparatoires aux Grandes Écoles (internat compris), ils se situent au niveau de l'esplanade Charles de Gaulle (entrée principale nord), de chaque côté de l'allée des Droits de l'Homme.

### Initiatives pédagogiques et technologiques

#### Années 1970

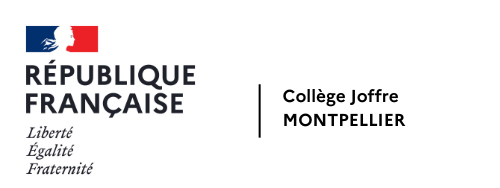
Logo Collège Joffre Montpellier

En 1974, dans un objectif novateur d'initiation à l'informatique des élèves et enseignants intéressés, le lycée Joffre, à Montpellier, a fait partie de l'opération ministérielle dite « Expérience des 58 lycées » : utilisation de logiciels et enseignement de la programmation en langage LSE, en club informatique de lycée,, pour 58 établissements de l'enseignement secondaire. À cet effet, dans une première phase, quelques professeurs du lycée, enseignants de diverses matières et candidats, furent préalablement formés de manière lourde à la programmation informatique. Puis, dans une seconde phase, l'établissement fut doté d'un ensemble informatique en temps partagé comprenant : un mini-ordinateur français Télémécanique T1600 avec disque dur, un lecteur de disquettes 8 pouces, plusieurs terminaux écrans claviers Sintra TTE, un téléimprimeur Teletype ASR-33 (en) et le langage LSE implémenté ; tous ces moyens ayant permis de mettre en œuvre sur le terrain cette démarche expérimentale, avec du matériel informatique ultra-moderne pour l'époque.

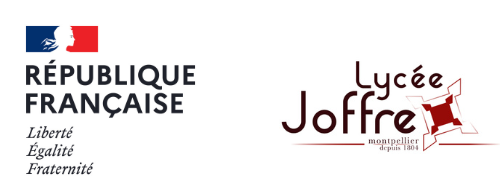
Logo Lycée Joffre Montpellier

En 2013, une partie de cet équipement devenu obsolète — l'ordinateur Télémécanique T1600 et le téléimprimeur Teletype ASR-33 — a été sauvée de la destruction grâce à une démarche initiée par les professeurs d'informatique « 58 lycées » de l’établissement. Leur objectif était de préserver ce patrimoine technologique adossé à la genèse de l'enseignement de l'informatique, dans les lycées et collèges. Les deux éléments ont alors été versés à la Mission PATSTEC Languedoc-Roussillon, laquelle a fait classer en 2014 l'ordinateur T1600 dans l'inventaire des Monuments Historiques. Ces matériels, témoins de la performance de l'informatique française des années 1970, étaient entreposés en juillet 2018 dans les réserves du PATSTEC, à l'Institut de botanique de l'Université de Montpellier.

### Enseignements actuels
Le collège, qui est totalement indépendant et de niveau très hétérogène, et le lycée proposent une section internationale espagnol dans laquelle sont dispensés des cours d'histoire et de littérature en langue espagnole. Le russe est proposé en langue vivante 1 dès le collège. Le collège et le lycée proposent aussi une option « échecs » qui a remporté 7 championnats scolaires et un championnat européen en 2004. Enfin, collège et lycée se partagent de nombreux équipements sportifs (les terrains de sport au Sud de la citadelle, la piscine et le grand gymnase).

### Classement du lycée
En 2015, le lycée se classe 4e sur 28 au niveau départemental quant à la qualité d'enseignement, et 386e au niveau national. Le classement s'établit sur trois critères : le taux de réussite au bac, la proportion d'élèves de première qui obtient le baccalauréat en ayant fait les deux dernières années de leur scolarité dans l'établissement, et la valeur ajoutée (calculée à partir de l'origine sociale des élèves, de leur âge et de leurs résultats au diplôme national du brevet (diplôme obtenu avec quelques mentions).

### Les classes préparatoires
Le lycée Joffre abrite des CPGE littéraires (khâgnes A/L et LSH), économiques et commerciales (ECS), et scientifiques (MPSI, MP2I, PCSI, MP, MPI, PC, PSI et BCPST). Environ deux cents places d'internat (répartis pour moitié entre filles et garçons) sont à la disposition des étudiants en classes préparatoires.

#### Classements nationaux
Le classement national des classes préparatoires aux grandes écoles (CPGE) se fait en fonction du taux d'admission des élèves dans les grandes écoles. 
En 2018, la revue mensuelle L'Étudiant donnait le classement suivant pour les concours de 2017 :
| Filière | Élèves admis dans une grande école* | Taux d'admission* | Taux moyen sur 5 ans | Classement national |
| --- | ----------------------------------- | ----------------- | -------------------- | ------------------- |
| ECS | 8 / 40 élèves                       | 20 %              | 18 %                 | 19e sur 95          |
| Khâgne A/L | 0 / 43 élèves                       | 0 %               | 4 %                  | 20e sur 41          |
| Khâgne LSH | 5 / 39 élèves                       | 13 %              | 8 %                  | 7e sur 73           |
| MP / MP* | 22 / 89 élèves                      | 25 %              | 22 %                 | 15e sur 114         |
| PC / PC* | 10 / 73 élèves                      | 14 %              | 12 %                 | 24e sur 110         |
| PSI / PSI* | 13 / 76 élèves                      | 17 %              | 16 %                 | 26e sur 120         |
| BCPST | 29 / 41 élèves                      | 71 %              | 66 %                 | 6e sur 53           |
| Source : Classement 2018 des prépas - L'Étudiant (Concours de 2017). * le taux d'admission dépend des grandes écoles retenues par l'étude. Par exemple, en filière ECE et ECS, ce sont HEC, ESSEC, et l'ESCP ; en khâgne, ce sont l'ENSAE, l'ENC, les 3 ENS, et 5 écoles de commerce. |                                     |                   |                      |                     |

#### Bureau des élèves
Les préparationnaires ont fondé une association « les Kalaux du Clapas » ou « les Khâlots du Clapas », aussi appelé « le Bural » ou « Très Vénérable Bural » (sous-entendu « bureau des élèves »). Elle s'occupe de la gestion du budget destiné à organiser des soirées diverses, parmi lesquelles le Gala des Prépas de Joffre, ainsi que des commandes de khâlots. Le budget de l'association repose, entre autres, sur le bénéfice réalisé lors des commandes de khâlots et des ventes de tickets lors des soirées.

## Personnalités célèbres

### Professeurs
- Paul Villard, physico-chimiste, agrégé de sciences physiques, découvreur des rayons gamma en 1900 au laboratoire de chimie de l'École normale supérieure et membre de l'académie des sciences.
- Édouard Roche, astrophysicien, professeur à l'Université de Montpellier et membre correspondant de l'académie des sciences.
- Claude Lévi-Strauss[21], anthropologue français, figure fondatrice du structuralisme.
- Emmanuel Le Roy Ladurie[2], agrégé d'Histoire, docteur ès lettres, professeur émérite au Collège de France.
- Régis Messac, écrivain (1929-1936).
- Robert Verdier, député SFIO, fondateur du PSA et du PSU.
- Jean Joubert, écrivain et poète, professeur d'anglais.
- Patrick Loubatière[22], écrivain, professeur.
- Jean-Paul Brighelli[23], écrivain.
- Jean-Claude Michéa, philosophe.
- Jesus Gutierrez Flores, historien, écrivain espagnol[24].

### Élèves
- Joseph Joffre, maréchal de France.
- Antoine-Jérôme Balard (1802-1876), chimiste, découvreur du brome, lauréat de la Royal Medal de la Royal Society de Londres en 1830, professeur à l'École Normale Supérieure et au Collège de France.
- Fabrice Bellard[25] (1972-), polytecnicien, informaticien et mathématicien.
- Antonin Besse[26] (1877–1951), entrepreneur et philanthrope, fondateur du St Antony's College de l'Université d'Oxford.
- Joseph Boussinesq (1842-1929), mécanicien des fluides et mathématicien, professeur à la Sorbonne et membre de l'académie des sciences.
- André Chamson[27] (1900-1983), essayiste, historien et romancier français.
- Jean-Antoine Chaptal (1756-1832), chimiste, membre de l'académie des sciences. industriel et homme d'état (Ministre de l'intérieur sous Napoléon).
- Georges Charpak[2],[28] (1924-2010), physicien, Prix Nobel de Physique en 1992, chercheur au CERN et professeur à l'ESPCI ParisTech.
- Françoise Combes (1952-), astrophysicienne, normalienne, professeure au Collège de France, membre de l'académie des sciences, lauréate de la médaille d'or du CNRS en 2020.
- Auguste Comte[2] (1798-1857), polytechnicien, philosophe, dont une citation est lisible à l'entrée du lycée : « L'univers doit être étudié non pour lui-même mais pour l'homme. ».
- Gaston Darboux (1842-1917), mathématicien, normalien, secrétaire perpétuel de l'académie des sciences, lauréat de la Sylvester Medal de la Royal Society de Londres en 1916.
- Patrick Drahi (1963-), polytechnicien, homme d'affaires dans le domaine des télécoms et des media.
- Catherine Dulac (1963-), biologiste, normalienne, professeure de biologie moléculaire et cellulaire à l'université Harvard, membre de l'académie des sciences, lauréate du Breakthrough Prize 2020.
- Georges Frêche[29] (1938-2010), homme politique, ancien député-maire de Montpellier.
- Michel Galabru[30] (1922-2016), acteur.
- André Gide[2], écrivain, Prix Nobel de littérature en 1947.
- Axelle Lemaire(1974-), femme politique, Secrétaire d'État chargée du numérique et de l'innovation (2014-2017).
- Victor Malzac (1997-), poète français.
- Paul Mirabel (1995-), humoriste français.
- Fulgence Ouedraogo[31] (1986-), rugbyman international.
- Alain Peyrefitte[32] (1925-1999), homme politique, normalien, énarque, diplomate et écrivain, plusieurs fois ministre et académicien.
- Édouard Roche (1820-1883), astrophysicien, professeur à l'Université de Montpellier et membre correspondant de l'académie des sciences.
- Marius Roustan[33] (1870-1942), homme politique, sénateur de l'Hérault (1920-1940), Ministre de l'Éducation nationale (1935-1936).
- Philippe Saurel[34] (1957-), homme politique, maire de Montpellier.
- François Trinh-Duc (1986-), rugbyman international.
- Paul Valéry[2], poète (1871-1945), professeur au Collège de France et académicien.
- Loïc Wacquant[35] (1960-), sociologue et anthropologue, professeur à l'Université de Berkeley.

### Fonds d'archives
- Fonds : Lycée Joffre de Montpellier (1928-1981) [11,10 ml].  Cote : 1646 W 1-122. Montpellier : Archives départementales de l'Hérault (présentation en ligne).